# Smilisca sordida
Espèce
Synonymes
- Hyla sordida Peters, 1863
- Hyla gabbi Cope, 1875
- Hyla nigripes Cope, 1875
- Hyla salvini Boulenger, 1882

Statut de conservation UICN

 LC  : Préoccupation mineure
Smilisca sordida est une espèce d'amphibiens de la famille des Hylidae.

## Répartition
Cette espèce se rencontre du niveau de la mer jusqu'à 1 525 m d'altitude au Honduras, au Nicaragua, au Costa Rica, au Panama et en Colombie,.

## Publication originale
- Peters, 1863 : Fernere Mittheilungen über neue Batrachier. Monatsberichte der Königlich Preussischen Akademie der Wissenschaften zu Berlin, vol. 1863, p. 445-470 (texte intégral).